# Курдюкова, Валентина Алексеевна
Валенти́на Алексе́евна Курдюко́ва (род. 13 декабря 1951, Москва) — советская актриса.

## Биография
В детстве уделяла много времени спортивной гимнастике, в возрасте 14 лет стала кандидатом в мастера спорта.
В спортзал «Крылья Советов», где она тренировалась, пришёл помощник режиссёра, который пригласил Валентину на пробы фильма Эдмонда Кеосаяна «Неуловимые мстители». Валентина оказалась похожа на Виктора Косых, который в фильме должен был играть её брата. Немаловажным фактором стало и то, что девочка обладала всеми необходимыми для роли качествами: была очень спортивна, контактна, похожа на мальчишку. Утверждение на роль Ксанки произошло практически сразу.
Картины имели огромный успех. После съёмок в трилогии не стала продолжать карьеру актрисы.
В 1970 году поступила в цирковое училище, но проучилась недолго. Во время гастролей познакомилась с молодым певцом Борисом Сандуленко, за которого вскоре вышла замуж. В 1973 году у них родился сын, чуть позже и дочь.
Сын умер после тяжёлой болезни, не дожив до 18 лет. Дочь Татьяна — эстрадная артистка, вокальный наставник детского театра песни «Цветофор».

## Фильмография
- 1966 — Неуловимые мстители — Ксанка Щусь
- 1968 — Новые приключения неуловимых — Ксанка Щусь
- 1971 — Корона Российской империи, или Снова неуловимые — Ксанка Щусь